# 김종헌
김종헌(金鍾憲, 1966년 7월 27일 ~ )은 전 KBO 리그 롯데 자이언츠의 외야수였다.

## 출신학교
- 경주중학교
- 경주고등학교
- 경성대학교